# Cosmophorus
Cosmophorus är ett släkte av steklar som beskrevs av Julius Theodor Christian Ratzeburg 1848. Cosmophorus ingår i familjen bracksteklar.

## Dottertaxa tillCosmophorus, i alfabetisk ordning[1][2]
- Cosmophorus adebratti
- Cosmophorus alboterminalis
- Cosmophorus brevicaudatus
- Cosmophorus brevipetiolatus
- Cosmophorus capeki
- Cosmophorus cembrae
- Cosmophorus choui
- Cosmophorus curvatus
- Cosmophorus dendroctoni
- Cosmophorus dentifer
- Cosmophorus depressus
- Cosmophorus fusciceps
- Cosmophorus godfrayi
- Cosmophorus harrysi
- Cosmophorus henscheli
- Cosmophorus hopkinsii
- Cosmophorus hypothenemi
- Cosmophorus infuscatus
- Cosmophorus klugi
- Cosmophorus klugii
- Cosmophorus madagascariensis
- Cosmophorus mesocaudatus
- Cosmophorus minutus
- Cosmophorus narendrani
- Cosmophorus pityophthori
- Cosmophorus qilianshanensis
- Cosmophorus regius
- Cosmophorus reticulatus
- Cosmophorus robustus
- Cosmophorus roubali
- Cosmophorus rugitergitus
- Cosmophorus taiwanensis
- Cosmophorus undulatus